# یوسف سیدی
یوسف سیدی گلی بلاغ(فارسی: زادهٔ ۱۸ اسفند ۱۳۷۲ در اردبیل) بازیکن فوتبال اهل ایران است.

## سوابق باشگاهی
از باشگاه‌هایی که در آن بازی کرده‌است می‌توان به باشگاه فوتبال گسترش فولاد تبریز، باشگاه فوتبال تراکتور، و باشگاه فوتبال ماشین‌سازی تبریز اشاره کرد.
وی همچنین در تیم‌های ملی فوتبال نوجوانان ایران و جوانان ایران بازی کرده‌است.